# 王作富
王作富（1928年12月26日—2022年12月15日），男，河北唐山人，中国刑法学家，中国人民大学法学院教授、博士生导师。